# ブプロピオン

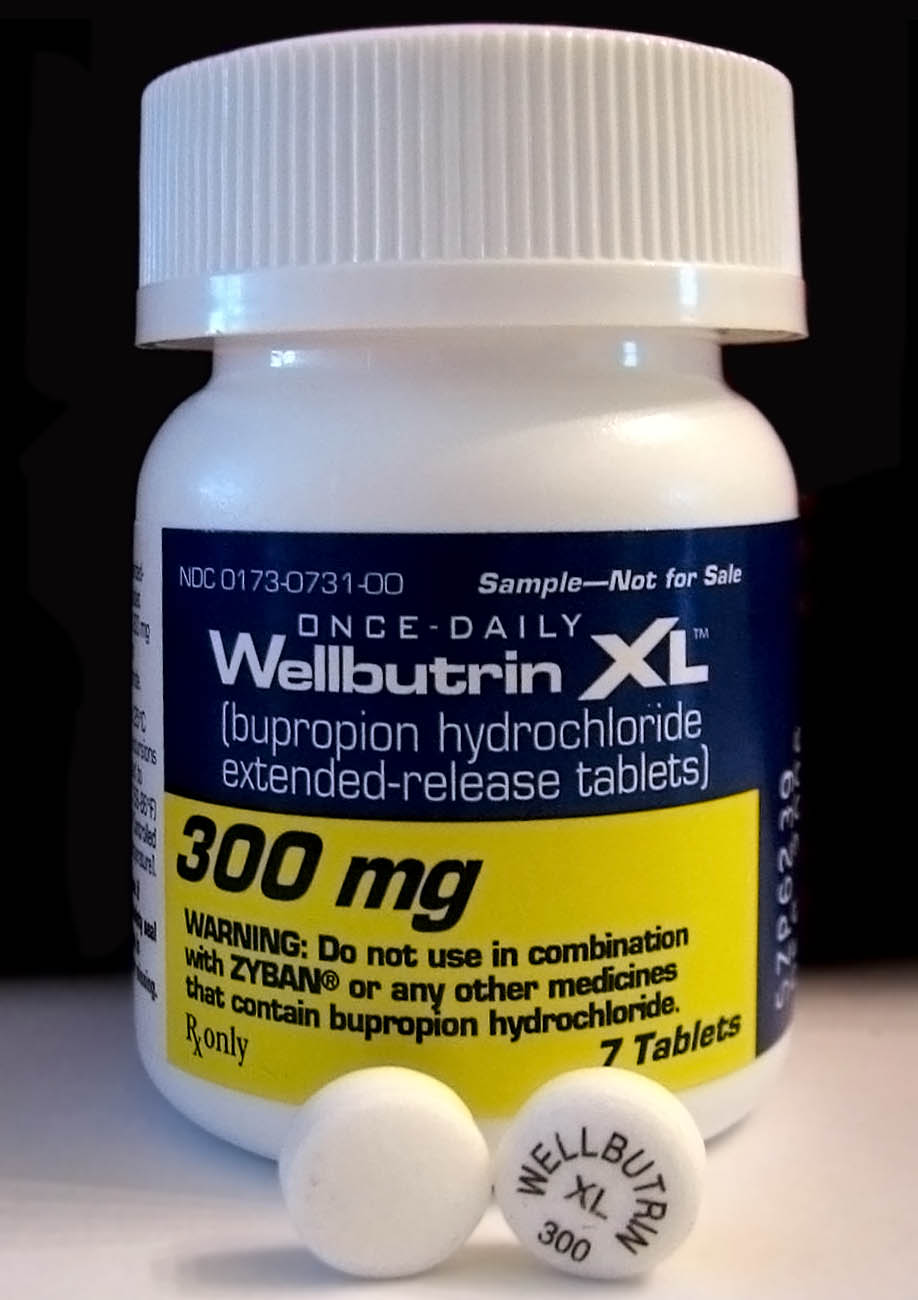
Wellbutrin XLの錠剤

ブプロピオン (bupropion) は、ノルエピネフリン・ドーパミン再取り込み阻害薬(NDRI) として作用する抗うつ薬の一種で、ニコチン拮抗薬である。ブプロピオンは化学的にはアミノケトン類に属し、その構造は食欲減退薬のジエチルプロピオンに類似している。アメリカでは抗うつ薬ウェルブトリン(Wellbutrin)の商品名で知られ、後発医薬品も多く出ている。後にブプロピオンには禁煙補助剤としての効果があることが判明し、商品名ザイバン(Zyban)で市場に出された。日本では販売されていない。
2007年には、アメリカの2018万4000の小売店において4番目に多く処方された抗うつ剤である。

## 歴史
ブプロピオンはバロウズ・ウェルカム（Burroughs Wellcome、現在のグラクソ・スミスクライン）のNariman Mehtaによって1969年に発明され、1974年にはアメリカにより特許が承認された。1985年の12月30日にアメリカ食品医薬品局(FDA)から抗うつ薬としての認可を受け、 ウェルブトリン(Wellbutrin)という名称で販売された。しかし、当初の推奨される投薬量(400 – 600 mg)で著しい発生率で発作が現れたために1986年に使用が停止された。その後、発作の危険性は用量に依存することが分かり、ブプロピオンは1989年に最大推奨量 450 mg/day として再認可された。
1996年には、1日に2回の服用を意図したウェルブトリンSRと呼ばれるブプロピオンの徐放性製剤が、FDAにより認可された。2003年には 1日1回の服用を意図したウェルブトリンXLと呼ばれる別の徐放性製剤が認可された。ウェルブトリンSRとXLはアメリカ国内で、カナダではSRのみが入手できる。1997年には、禁煙時の離脱症状である気分の落ち込みを防ぐ目的で、ブプロピオンの徐放性製剤がニコチン置換薬以外で初めての禁煙補助剤として、ザイバン(Zyban)という名称でFDAより認可され、アメリカにおける『臨床ガイドライン：喫煙と依存症の治療』で第一選択薬の一つに挙げられている。
同様に2006年には、ウェルブトリンXLが季節性情動障害の治療への使用が認可された。
日本では認可を目指して治験が最終段階のフェーズⅢまで行われたが、その後開発が中止された。
国際一般名 (INN) では amfebutamone という名称が以前から知られている。

## 禁忌
グラクソ・スミスクラインでは、てんかん患者、発作閾値を低下させる恐れのある「アルコールやベンゾジアゼピンを含む抗不安薬の急な服用中止を行っている患者」、拒食症患者、過食症患者、脳腫瘍患者へブプロピオンを処方するべきではないとしている。FDAにより承認された添付文書では、モノアミン酸化酵素阻害薬(MAOIs)を服用している患者への処方も避け、MAOIsからブプロピオンへ処方を変更する場合には最低２週間空けるべきであるとしている。また、自殺念慮リスクが増加するため肝障害、重篤な腎疾患、重度の高血圧をもつ患者や小児、思春期、青年期、若年成人へは十分注意して処方するべきであるとしている。1993年に出された症例報告では、ブプロピオンは注意欠陥多動性障害にトゥレット障害を併発している小児においてチックを悪化させることがあると報告されている。

## 副作用
臨床試験では自殺念慮や自殺企図はまれであり、FDAはブプロピオンを含むすべての抗うつ薬に黒枠警告にて、25歳未満の人では自殺の危険性を増加させる可能性があるという表示を指示した。この警告は、自殺念慮や自殺企図が18～24歳では1.5倍、子供と青年では2倍に増加することを、FDAが統計解析によって見出したことに基づいている。この分析は、FDAが11の抗うつ薬における295の試験を結合したものであり、ブプロピオン単独で考えると偽薬との有意な差はない。
ブプロピオン誘発性精神病は特定の患者集団に生じることがあり、あるいは、以前から存在する精神病症状を悪化させることがある。症状は妄想、幻覚、パラノイア、混乱を含む。多くの場合には、これらの症状は服用量を減らしたり、治療を中止するか、抗精神病薬を追加することで軽減あるいは消失する。精神病を治療するため、抗精神病薬の代わりにベンゾジアゼピン系薬の追加は、アンフェタミン誘発性精神病のモデルに従った、正当な代用となりうる。精神病症状は、ブプロピオンの高用量、双極性障害や精神病、リチウムやベンゾジアゼピンのような医薬品の併用、高齢、あるいは、薬物乱用のような要因に関連している。

## 合成
ブプロピオンは、3'-クロロプロピオフェノンをブロモ化し、続けてtert-ブチルアミンで求核置換することによって合成する。